# ゲッターロボサーガ
『ゲッターロボサーガ』は、永井豪原作・石川賢作画によるロボット漫画のシリーズ。

## 概要
テレビアニメ『ゲッターロボ』シリーズと同時連載していたゲッターロボを、シリーズ全体を見据えた形で一まとめにしたもの。
当初からアニメ版との違いが大きかった漫画版ではあるが、第3作『ゲッターロボ號』は序盤こそアニメ版の内容を踏襲している部分があったものの、中盤からはまったく異なる展開を迎えていった。さらにアニメ終了後も連載を続行し、独自の結末を迎えたが、その過程で、ゲッターロボの動力源である「ゲッター線」がこれまで以上に重要な要素として描かれることなる。また、第4作『真ゲッターロボ』の発表と同時に旧作の新エピソードも描かれ、それまでに発売されていた単行本は不完全な状況になっていった。
そこで、シリーズ全作品をトータルな形でまとめるために始動したのが『ゲッターロボサーガ』である。シリーズ全作品において加筆修正や新エピソードの追加が行われ、一つのサーガとしての統一感を高めることになった。
第5作にして最終作となった『ゲッターロボ アーク』は、初の単行本化ではゲッターロボサーガと銘打たれていなかったが、文庫化に合わせて正式にサーガに組み込まれている。
石川が2006年に死去したことにより、本流のストーリーは未完となった。

## 作品
- ゲッターロボ
  - プロローグに加筆、新エピソード「恐竜帝国潜入作戦」（初出：1998年5月1日双葉社刊行「スーパーロボットコミック ゲッターロボ編」）を追加
- ゲッターロボG
  - 新エピソード「ブライ誕生」（初出：1999年1月双葉社刊行「WEEKLY漫画アクション増刊号 真ゲッターロボ総集編Vol.1描き下ろし」）を追加、最終決戦を加筆
- ゲッターロボ號
  - 神隼人が早乙女研究所崩壊の経緯を語る部分を、『真ゲッターロボ』の内容に合わせる形で描き直し
- 真ゲッターロボ
  - ゲッターエンペラー関連のページを一部再編集、エピローグを加筆
- ゲッターロボ アーク
  - エピローグを加筆

## 単行本
- アクションコミックス（双葉社）
  - ゲッターロボ（全3巻）
  - ゲッターロボG（全2巻）
  - ゲッターロボ號（全5巻）※描きおろしエッセイ漫画「ゲッターと私」収録
  - 真ゲッターロボ（全2巻）
  - ゲッターロボ アーク（全3巻）（2002年7月～2004年6月　刊行）
  - ゲッターロボ アーク　新装版（全3巻）（2016年10月～12月　刊行）　※旧版に収録されていた「マジンガーZ　ミケーネ恐怖の遺産」（初出：1997年11月1日双葉社刊行「スーパーロボットコミック マジンガーZ編」）は未収録
- 双葉文庫（双葉社）
  - ゲッターロボ（全2巻）
  - ゲッターロボG（全1巻）
  - ゲッターロボ號（全3巻）※描きおろしエッセイ漫画「ゲッターと私」収録
  - 真ゲッターロボ（全1巻）
  - ゲッターロボ アーク（全2巻）
- ゲッターロボシリーズ（玄光社）※表紙は永井豪書下ろし
  - ゲッターロボ（全2巻）※双葉社版に掲載されていた「がんばれ!ムサシ!」は未収録
  - ゲッターロボG（全1巻）
  - ゲッターロボ號（全3巻）※描きおろしエッセイ漫画「ゲッターと私」収録
  - 真ゲッターロボ（全1巻）※双葉文庫版に掲載されていた外伝「クレーターバトル」は未収録
  - ゲッターロボ アーク（全2巻）※「永井豪ゲッターロボ50周年インタビュー」収録　※双葉社版に掲載されていた「マジンガーZ　ミケーネ恐怖の遺産」は未収録
- 愛蔵版（講談社）
  - ゲッターロボ（全1巻）※サブタイトルの表記が無く、番外編が未収録
- アクションコミックス Coinsアクションオリジナル（コンビニコミック）（双葉社）
  - ゲッターロボG ゲッターロボG発進せよ!!百鬼帝国登場編
  - ゲッターロボG 戦えゲッターロボG!!vs百鬼帝国クライマックス編
  - ゲッターロボ號 メタルビーストを倒せ!新ゲッターロボ登場編
  - ゲッターロボ號 メタルビースト対多国籍ロボット軍団激突!地獄のアラスカ戦線編
  - ゲッターロボ號 真ゲッターロボ登場!恐竜帝国を倒せ!!編
  - 真ゲッターロボ 謎の昆虫軍団来襲!真ゲッターロボ出撃せよ!編
  - ゲッターロボ アーク 早乙女博士最後の遺産!ゲッターアーク覚醒せよ!!編